# 3 Librae
3 Librae är en orange jätte i stjärnbilden Vågen.
3 Librae har visuell magnitud +7,20 och kräver fältkikare för att kunna observeras. Den befinner sig på ett avstånd av ungefär 665 ljusår.